# Kevin Medina
Kevin David Medina Rentería (Bogotà, 9 marzo 1993) è un calciatore colombiano, difensore del Qarabağ.

## Carriera
Dopo aver iniziato la carriera nelle serie inferiori portoghesi, il 19 luglio 2020 viene acquistato a titolo definitivo per 200.000 euro dalla società azera del Qarabağ.

## Statistiche

### Presenze e reti nei club
Statistiche aggiornate al 20 novembre 2024.
| Stagione        | Squadra            | Campionato      | Campionato | Campionato | Coppe nazionali | Coppe nazionali | Coppe nazionali | Coppe continentali | Coppe continentali | Coppe continentali | Altre coppe | Altre coppe | Altre coppe | Totale | Totale |
| Stagione        | Squadra            | Comp            | Pres       | Reti       | Comp            | Pres            | Reti            | Comp               | Pres               | Reti               | Comp        | Pres        | Reti        | Pres   | Reti   |
| --------------- | ------------------ | --------------- | ---------- | ---------- | --------------- | --------------- | --------------- | ------------------ | ------------------ | ------------------ | ----------- | ----------- | ----------- | ------ | ------ |
| 2014-gen. 2015  | Naval              | CdP             | 9          | 2          | CP              | 0               | 0               |                    | -                  | -                  |             | -           | -           | 9      | 2      |
| gen.-giu. 2015  | Moura              | CdP             | 13         | 2          | CP              | -               | -               |                    | -                  | -                  |             | -           | -           | 13     | 2      |
| 2015-2016       | Moura              | CdP             | 19         | 1          | CP              | 0               | 0               |                    | -                  | -                  |             | -           | -           | 19     | 1      |
| 2016-2017       | Moura              | CdP             | 29         | 0          | CP              | 0               | 0               |                    | -                  | -                  |             | -           | -           | 29     | 0      |
| Totale Moura    | Totale Moura       | Totale Moura    | 61         | 3          |                 | 0               | 0               |                    | -                  | -                  |             | -           | -           | 61     | 3      |
| 2017-gen. 2018  | Sintrense          | CdP             | 13         | 0          | CP              | 2               | 0               |                    | -                  | -                  |             | -           | -           | 15     | 0      |
| gen.-giu. 2018  | Pinhalnovense      | CdP             | 12         | 1          | CP              | -               | -               |                    | -                  | -                  |             | -           | -           | 12     | 1      |
| 2018-2019       | Académico de Viseu | LdH             | 31         | 1          | CP+CdL          | 2+1             | 0               |                    | -                  | -                  |             | -           | -           | 34     | 1      |
| lug.-ago. 2019  | Académico de Viseu | LdH             | 3          | 0          | CP+CdL          | 0+1             | 0               |                    | -                  | -                  |             | -           | -           | 4      | 0      |
| Totale Viseu    | Totale Viseu       | Totale Viseu    | 34         | 1          |                 | 4               | 0               |                    | -                  | -                  |             | -           | -           | 38     | 1      |
| ago. 2019-2020  | Chaves             | LdH             | 13         | 0          | CP+CdL          | 3+2             | 1+0             |                    | -                  | -                  |             | -           | -           | 18     | 1      |
| 2020-2021       | Qarabağ            | PL              | 20         | 0          | CA              | 4               | 0               | UCL+UEL            | 3+6                | 0                  |             | -           | -           | 33     | 0      |
| 2021-2022       | Qarabağ            | PL              | 23         | 1          | CA              | 4               | 0               | UECL               | 14                 | 0                  |             | -           | -           | 41     | 1      |
| 2022-2023       | Qarabağ            | PL              | 23         | 0          | CA              | -               | -               | UCL+UEL            | 4+2                | 1+0                |             | -           | -           | 29     | 1      |
| 2023-2024       | Qarabağ            | PL              | 15         | 0          | CA              | -               | -               | UCL+UEL            | 3+10               | 0+1                |             | -           | -           | 28     | 1      |
| 2024-2025       | Qarabağ            | PL              | 6          | 1          | CA              | 0               | 0               | UCL+UEL            | 6+3                | 0                  |             | -           | -           | 15     | 1      |
| Totale Qarabağ  | Totale Qarabağ     | Totale Qarabağ  | 87         | 2          |                 | 8               | 0               |                    | 51                 | 2                  |             | -           | -           | 146    | 4      |
| Totale carriera | Totale carriera    | Totale carriera | 229        | 9          |                 | 19              | 1               |                    | 51                 | 2                  |             | -           | -           | 299    | 12     |

## Palmarès

### Club

#### Competizioni nazionali
- Campionato azero: 4

Qarabağ: 2021-2022, 2022-2023, 2023-2024, 2024-2025
- Coppa d'Azerbaigian: 2

Qarabağ: 2021-2022, 2023-2024